# ベルズ
ベルズ（ウクライナ語: Белз）はウクライナ・リヴィウ州ソカリ地区の市（місто）である。
ベルズは西ウクライナ(ru)で最も古い都市の1つであり、おそらくチェルヴェンの諸都市に含まれた都市である。かつては分領公国（ベルズ公国）の首都や、ポーランド・リトアニア共和国の県（ベルズ県(ru)）の中心都市であったが、現在はウクライナの中でも最も小さな市の1つとなっている（2011年の人口は2359人）。